# Sylvie Allouche
Sylvie Allouche est une photographe et une autrice française de livres pour la jeunesse, les ados et les jeunes adultes. 
[À ne pas confondre avec Sylvie Allouche, née en 1974, enseignante-chercheuse en philosophie, spécialiste de la science-fiction et des séries télévisées.]

## Biographie
Sylvie Allouche fait des études en théâtre avant de devenir comédienne pendant dix ans. Depuis, elle partage son temps entre deux passions : la photographie, où elle expose ses œuvres et les publie, et l'écriture. En tant que photographe, elle collabore avec l'agence internationale Bridgeman-Giraudon, qui se spécialise dans l'histoire de l'art.   
Elle commence sa carrière d'écrivain en commençant d'abord par des ouvrages de fiction pour se spécialiser ensuite dans l'écriture d'ouvrages documentaires axés sur l'histoire des civilisations. Elle écrit vingt-six volumes pour la collection Il était une fois l'homme et contribue à plusieurs ouvrages documentaires traitant de ce sujet.  Après une année passée à explorer le domaine du journalisme et de l'édition, elle se consacre à l'écriture de livres pour la jeunesse.    
Elle écrit en particulier une série de romans policiers, centré sur le personnage d'une commissaire, Clara Di Lazio, dont la première aventure, Stabat Murder, sort en 2017, suivi par Snap killer en 2019, Serial Tattoo en 2020, Go fast, go slow, en 2022, et dont le cinquième opus, Sorry Mom, est sorti le 14 mars 2024.     

## Prix
- Le 13 avril 2018, lors du festival du Livres et Musiques[8] de Deauville, Sylvie Allouche reçoit le Prix des Ados pour son livre Stabat Murder paru aux éditions Syros[9].
- Elle remporte le Prix Ados Rennes/Ille-et-Vilaine 2020, grâce à son roman jeunesse Snap killer[10]. Une récompense votée par 580 élèves[11] du département[12]grâce au concours des bibliothèques et des centres de documentation et d’information (CDI) des collèges d’Ille-et-Vilaine[13].
- En 2015, son roman Brothers remporte le prix Margot au festival « Un Aller-Retour dans le Noir » à Pau[14].
- Sorry Mom reçoit le Prix A-Fictionados 2025.